# Толчинский, Борис Аркадьевич
Борис Аркадьевич Толчинский (род. 22 марта 1969, Саратов) — российский публицист и писатель, работающий в жанрах альтернативно-исторической фантастики и драмы, а также (под псевдонимом) — фэнтези. По образованию политолог, в 1994 году защитил диссертацию на соискание степени кандидата политологии, далее сделался профессиональным литератором и публицистом. Номинант фестивалей фантастики «Аэлита», «Интерпресскон», «Звёздный мост».

## Биография
Борис Толчинский родился в Саратове 22 марта 1969 года. Окончил Саратовский экономический институт, затем учился в аспирантуре по направлению «политология и политические науки». Принимал участие в обсуждении новой Конституции России 1993 года. В 1994 году защитил в МГИМО МИД РФ диссертацию на тему «Политический компромисс» и получил степень кандидата политических наук. Специалист по политическим институтам (президент, парламент, правительство, политические партии, пресса) и процессам (компромисс, конфликт, коалиция, выборы). В качестве политического и социального аналитика публикуется в центральной прессе и специализированных федеральных и региональных изданиях с 1988 года. С 1997 года — профессиональный писатель, автор произведений в жанре фэнтези, фантастики, альтернативной истории, политической и психологической драмы. Постоянно проживает в Саратове. Действительный член Союза писателей России.

## «Божественный мир»
Основное произведение Б. Толчинского — цикл взаимосвязанных романов, повестей, рассказов и дополнительных материалов «Божественный мир», публикуется с 1999 года. В 2017 году автор выпустил книги в обновлённых редакциях, добавив новый роман «Воскресшие и мстящие», что образовало трилогию «Наследники Рима».
В рамках проекта в 1998—2019 годов были выпущены три повести и четыре рассказа: «Прощание с Аммоном», «Сегодня Цезарь будет отомщён, или Мартовские иды Филиции Фортунаты», «Саммит»; «Легенда о Фортунате», «Путешествие по диковинной земле амоpеев», «Машиах» и «Сияние тысячи солнц». Также существует фантастический рассказ «Сотворение мира».
Помимо литературных произведений цикла Борис Толчинский также выпустил энциклопедию «Основные сведения о мире Pax Amoria» и «Сборник рассказов, статей и эссе о „Божественном мире“».

### Литературный мир
Фантастическая вселенная «Божественного мира» основана на глубочайших переменах в поздней Римской империи IV—V веков (Аттила победил на Каталаунских полях, а папа римский Лев I был убит), после чего её центр переместился в Северную Африку на южное побережье Средиземного моря, тогда как Европа была покорена «варварами». По словам автора, «эта новая империя, впитавшая в себя культуры Древнего Египта, Греции и Рима, ещё более величественная, могущественная и безжалостная. Она весьма напоминает Византию, а также Британскую и Российскую империи примерно начала XX века». Однако потомки германцев и викингов стремятся избавиться от имперской опеки, несмотря на неравенство сил. Им помогает ожесточённая борьба за власть в самой Империи. Империя именуется Аморийской.
Историк и писатель Артём Гуларян встраивал фантастический мир «Божественного мира» в единый контекст с мирами Толкина (Арда), У. Ле Гуин (Земноморье) или Д. Мартина («Песнь льда и пламени»). С точки зрения А. Гуларяна, трилогия Б. Толчинского представляет собой единый большой роман, который в издании 2020 года оснащён необходимым аппаратом, включая краткую историческую экспозицию, мини-энциклопедию с основными сведениями о мире, таблицами, схемами и глоссарий. Мир может быть охарактеризован как Pax Amoria: Римская империя, которая не пала, а была выдавлена варварами из Европы в Африку, где восстановилась, используя так называемый «эфир», космическую радиацию, которая улавливается, концентрируется и затем применяется в явном виде или преобразованная в электричество. На момент действия книг в этом альтернативно-историческом мире развитые технологии сочетаются с классическим рабством, а утонченная культура античности — с догматической верой. Важным при этом критику представляется то, что Б. Толчинский разработал концепцию универсального государства по образцу Цицерона, основной задачей которого является расширение до границ Ойкумены. Имперские граждане — аморийцы, считают своё государство идеальным и универсальным, а его правитель считается живым богом, главой светской и духовной власти. Подданные бога-императора делятся на патрисов и плебеев: первые — своеобразное дворянство, вторые — «рабочие и крестьяне», подчиняющееся большинство. Государственные институты развились из государственности старого Рима. Сконструирована и новая религия — аватарианство, основанное на вере древних египтян, в которой все божества являются аватарами верховного Бога-Творца, а император — его представителем в мире людей. У аморийцев, как у иудеев, единственный Храм на вершине священной горы, и множество домов молений. Поклоняются они Творцу, двенадцати его посланцам-аватарам и богу-императору, а веруют в священность, истинность и справедливость своих законов и государственных установлений, то есть «божественного порядка», которому противостоит Хаос. В земном измерении выражением хаоса являются европейские варвары, угрожающие державе. Основной моральный конфликт сводится к вопросу о существовании свободы в мире, где возможен лишь выбор между хаосом и несвободой.

### Литературные особенности
А. Гуларян выделял в трилогии следующие основные лейтмотивы. Во-первых, политический (пресыщенная империя на пороге перемен), который выражен в тексте борьбой дома Юстинов и Марцеллинов, между которыми невозможен компромисс или проявление родственных чувств. «Конфликт выходит „из-под ковра“ в высокие кабинеты, на заседания Сената, выливается на улицы митинговой „демократией“ вождей плебса, и вот уже Империя проигрывает военную кампанию варварам-галлам. Очень похоже на Россию девяностых…» Вторым лейтмотивом является судьба умной женщины в мире большой политики. Главной героиней является княгиня София Юстина, добившаяся поста министра колоний и метящая на должность чати — истинной правительницы Империи при живом боге-правителе, которую пока занимает её престарелый отец. Ей противостоит Варг, сын нарбоннского герцога Круна, поднявший мятеж против ненавистной «варварам» Империи, и заключивший для достижения победы сомнительный союз с еретиками, злейшими врагами этой Империи. Все эти элементы служат для демонстрации духовной эволюции главных героев, размывания их однозначной поначалу психологической мотивировки. «Варг разочаровывается в войне, София Юстина разочаровывается во власти и жертвует ею во имя любви, а Марсий Миллисин (её любовник) разочаровывается в самой Софии».
Елена Панич, по сути, описывала те же особенности построения интриги и лепки характера главных героев. В первой книге трилогии поставлен вопрос о необходимости свободы, неважно, полученной в бою или по праву рождения. Во второй — «Боги выбирают сильных» — много места занимают рассуждения героев на тему любви, иллюстрированные их личными судьбами. София Юстина разрывается между любовью к своему полководцу Марсию, от которого хочет ребёнка, и любовью к власти. Дядя Софии — Корнелий Марцеллин, — привык ко всевозможным наслаждениям (в том числе с собственной дочерью), но страдает от неразделённой любви к племяннице, которую в своём воображении превратил в некое подобие «святой». Доротею, дочь Корнелия, отдали в жёны герцогу Варгу, но он не может ей доверять, хотя искренне («по-варварски») полюбил. Его борьба с Империей постепенно переходит к борьбе с самим собой. В финале этой книги Марсий бросает Софию, вынуждая делать выбор между собой и властью. В третьей книге — «Воскресшие и мстящие» — читателю раскрываются некоторые тайны описываемого мира, которые позволяют полнее воспринять действия персонажей.
Частную рецензию на мир Аморийской державы представил и Д. Володихин (основываясь на издании 1999 года). Признавая эрудицию автора и его литературные возможности, он отметил, что в трилогии не хватает нравственного идеала, равным образом, главные герои — имперцы — не вызывают сочувствия. Также критик отмечал, что автор отказался объяснять и обосновывать появление эфира, от которого питаются все имперские технологии, а также не разъяснил неуспех христианства в новом мире.

### Произведения в жанре фэнтези
Раскрытие псевдонима подтверждено Б. А. Толчинским
- Толуэлл Брайан. Неподвластный богам : Фантаст. роман. — М. : Яуза, 1997. — 471 с. — (Конан и Великая Душа). — ISBN 5-87749-066-8.
- Толуэлл Брайан. Раб змеиной королевы : Роман / Иллюстрации М. А. Селезнева. — М. : Яуза, 1997. — 398 с. — (Конан и Великая Душа). — ISBN 5-87749-068-4.
- Толуэлл Брайан. Амулет Небесного Народа / Вступ. ст. Дж. Т. Бедфорда. — М. : Яуза, 1997. — 446 с. — (Конан и Великая Душа). — ISBN 5-87749-067-6.
- Толуэлл Брайан. Неподвластный богам : АСТ, Северо-Запад Пресс. — М., СПб., 2009. — 278 с. — (Конан, Цикл «Великая душа», Fantasy). — ISBN 978-5-17-060459-3.
- Толуэлл Брайан. Раб змеиной королевы. — М., СПб. : АСТ; Северо-Запад Пресс, 2009. — 413 с. — (Конан, Цикл «Великая душа», Fantasy). — ISBN 978-5-17-054498-1.
- Толуэлл Брайан. Стигийская мгла / Иллюстрация на обложке Е. Чернова. — T8 RUGRAM, 2020. — 368 с. — (Изгой). — ISBN 978-5-517-01265-4.

### Цикл «Божественный мир»

#### Издание 1999 года
- Толчинский Б. Нарбоннский вепрь / Иллюстрация на обложке А. Дубовика. — М. : Олма-пресс, 1999. — 432 с. — (Империя). — 5000 экз. + 6000 (доп. тираж) экз. — ISBN 5-224-00355-5.
- Толчинский Б. Боги выбирают сильных / Иллюстрация на обложке А. Дубовика. — М. : Олма-пресс, 1999. — 446 с. — (Империя). — 11 000 экз. — ISBN 5-224-00355-5.

#### Трилогия «Наследники Рима»
- Толчинский Б. Нарбоннский вепрь. — М. : Т8 RUGRAM, 2020. — 416 с. — (Божественный мир). — ISBN 978-5-517-01212-8.
- Толчинский Б. Боги выбирают сильных. — М. : Т8 RUGRAM, 2020. — 412 с. — (Божественный мир). — ISBN 978-5-517-01217-3.
- Толчинский Б. Воскресшие и мстящие. — М. : Т8 RUGRAM, 2020. — 452 с. — (Божественный мир). — ISBN 978-5-517-01218-0.

### Прочее
Полный перечень электронных и печатных публикаций Б. Толчинского на темы политологии, а также дополнительные материалы по «Божественному миру» представлены на его официальном сайте.

### Материалы о Б. Толчинском
- Толчинский, Борис Аркадьевич на сайте «Лаборатория Фантастики»
- Борис Толчинский. Авторский сайт. Дата обращения: 1 ноября 2020.

### Критика
- Артём Гуларян. Схватка за свободу. ДЕГУСТА.РU Независимый критико-литературный проект (октябрь 2020). Дата обращения: 1 ноября 2020.
- Игорь Николаев. «Божественный мир». Живой Журнал (1 июня 2012). Дата обращения: 1 ноября 2020.
- Елена Панич. Борис Толчинский «НАСЛЕДНИКИ РИМА: Трилогия». Византийский ковчег (11 апреля 2018). Дата обращения: 1 ноября 2020.
- Рецензии и интервью с Б. Толчинским. Византийский ковчег. Дата обращения: 1 ноября 2020.